# شهرستان تیانژن
شهرستان تیانژن (به لاتین: Tianzhen County) یک شهرستان‌های جمهوری خلق چین در چین است که در داتونگ واقع شده‌است.